# حیدره پشتشهر
حیدره بالا شهر، روستایی از توابع بخش مرکزی شهرستان همدان در استان همدان ایران است. این روستا در ۳ کیلومتری شهر  همدان قرار دارد و در جاده همدان به امامزاده کوه ( محسن‌) قرار دارد
از این روستا زیبا خوش آب و هوا می‌توان شهر همدان را کامل دید

## جمعیت
این روستا در دهستان الوندکوه غربی قرار دارد و براساس سرشماری مرکز آمار ایران در سال ۱۳۸۵، جمعیت آن ۱٬۲۳۲ نفر (۳۵۲خانوار) بوده‌است.